# Evan Strong
Evan Strong (13 de noviembre de 1986) es un atleta paralímpico de snowboard cross estadounidense. Fue medallista de oro en los Juegos Paralímpicos de 2014 en Sochi, Rusia y llevó al equipo de EE. UU. a dominar el podio. Luego representó al equipo de EE. UU. en los Juegos Paralímpicos de Corea del Sur de 2018 y ganó Plata en eslalon.

## Biografía
Evan Strong nació en San Francisco, California, hijo del Dr. Roger Edward Strong, de Glastonbury, Connecticut, y Lisa Anne Rees Strong, de Pasadena, California. Es el segundo de tres hijos, con una hermana mayor, Stephanie y su hermana menor, Arianna. Se mudó a Maine en 1988, donde tuvo su primera introducción a la nieve. Se mudó a Maui, Hawái en 1995, donde vivió hasta 2006. Mientras estaba en Hawái, persiguió su interés en el skateboarding con el deseo de convertirse en un skater profesional. Se casó con Mariah Fulcher el 2 de octubre de 2010 en Keanae, Maui. Le dieron la bienvenida a su primera hija, Indie Arrow, el 27 de enero de 2015. El 13 de marzo de 2019, nació su segunda hija, Isla Sōl.

## Carrera
Ganó el título del Campeonato Mundial de para-snowboard masculino en 2012. Fue medallista de oro de los X-Games 15 de invierno snowboard cross adaptativa. Tiene 29 podios y diez medallas de oro en la copa mundial de para-snowboard cross WFS e IPC World Cup. Fue el ganador de la medalla de oro en snowboard cross en los Juegos Paralímpicos de 2014 en Sochi. También compitió en los Juegos Paralímpicos de 2018 en Corea del Sur, quedando segundo en slalom y cuarto en snowboard cross.

## Accidente y recuperación
El 3 de noviembre de 2004, poco antes de cumplir dieciocho años, mientras conducía una motocicleta, fue atropellado por un automóvil que se acercaba a toda velocidad, lo que resultó en la amputación de su pierna izquierda debajo de la rodilla. Strong fue equipado por primera vez para una pierna protésica por Mike Norell de Norell Prosthetics en Mountain View, California. Fue ayudado en su recuperación por organizaciones como Challenged Athletes Foundation y Adaptive Action Sports  para volver a aprender a patinar, andar en bicicleta y hacer snowboard. En enero de 2007, intentó hacer snowboard por primera vez en Sun Valley, Idaho. En octubre de 2007, se mudó a Truckee, California, para trabajar en el resort Northstar-at-Tahoe y se volvió muy hábil en el snowboard con prótesis.

## Campeonatos mundiales y paratletismo
Comenzó a competir en snowboard adaptativo en abril de 2008 en el campeonato mundial de snowboard adaptativo del FSM en Copper Mountain, Colorado. El 3 y 4 de febrero de 2011, se unió a parasnowboarders de siete países para competir en dos carreras de la copa del mundo en Orcieres, Francia. Ganó el primer lugar en ambos días. El 18 de agosto de 2011 obtuvo el primer lugar en la copa mundial de para-snowboard en Wanaka, Nueva Zelanda. Los días 8 y 9 de abril de 2011, ganó dos carreras de la copa del mundo en Lake Louise Ski Resort, Columbia Británica. El 3 y 4 de febrero de 2012, compitió en el campeonato mundial de para-snowboard 2012 en Orcieres, Francia, y ganó el primer lugar. El 2 y 3 de abril de 2012, ganó dos carreras de la copa del mundo en Nakiska, Columbia Británica terminando la temporada en primer lugar para las carreras de la copa del mundo.

## Carrera paralímpica
Su  introducción a los Juegos Paralímpicos llegó en 2010 cuando fue invitado a realizar una exhibición de patinetas en las ceremonias de inauguración de los Juegos Paralímpicos de 2010 en Vancouver, Columbia Británica. Su esperanza en ese momento era que su deporte pudiera convertirse también en un deporte paralímpico. El 2 de mayo de 2012, el Comité Paralímpico Internacional anunció que el para-snowboard debutaría en los Juegos Paralímpicos de Invierno de 2014 en Sochi, Rusia, abriendo la oportunidad para que compitiera a nivel paralímpico. Durante la temporada 2012-13, Strong ganó las carreras clasificatorias de IPC Noram en Sierra-at-Tahoe, California, el 27 de enero de 2013, y fue segundo en Copper Mountain, Colorado, el 3 de febrero de 2013. El 6 de marzo de 2013, compitió en el evento de pruebas paralímpicas en Sochi, Rusia, con corredores de once naciones y ganó el primer lugar. En la competición de la Copa del Mundo, obtuvo el tercer lugar en Maribor, Eslovenia, el 8 de marzo de 2013, y el primero y el segundo en Kelowna, Columbia Británica, los días 28 y 29 de marzo de 2013. Terminó la temporada empatado en primer lugar junto con Carl Murphy de Wanaka, Nueva Zelanda. El 4 de abril de 2013, ganó el para-snowboard cross USASA para-snowboard nationals en Copper Mountain, Colorado. Se anunció el 7 de mayo de 2013 que fue nominado al equipo de snowboard paralímpico de EE. UU. para competir en los Juegos Paralímpicos de Invierno de 2014 Inició la temporada de la copa del mundo 2013-14 con plata y oro en Copper Mountain el 18 y 19 de enero de 2014. Finalizó la temporada de la Copa del Mundo 2013-14 con dos medallas de oro, plata y una de bronce, terminando en segundo lugar general detrás de su compañero de equipo Mike Shea. El 14 de marzo de 2014, ganó la medalla de oro en para snowboard cross en los Juegos Paralímpicos de 2014, y llevó al equipo estadounidense de Mike Shea y Keith Gabel a un barrido del podio.

## Beneficencia
Evan trabaja con organizaciones sin fines de lucro para recaudar dinero para ayudar a otros atletas participando en eventos como el Desafío de triatlón de San Diego y el Desafío del millón de dólares organizado por la Fundación de atletas desafiados. También es un defensor de Adaptive Action Sports de Frisco, Colorado donde enseña en las clínicas de patinaje y práctica de snowboard Instructor de snowboard adaptable AASI ha enseñado snowboard a veteranos lesionados con Disabled Sports USA en The Hartford Ski Spectacular en Breckenridge, Colorado en 2010.

## Reconocimientos y premios
En enero de 2013 fue nominado por el Comité Paralímpico Internacional como atleta paralímpico del mes. Fue derrotado por poco en la votación en línea por Kozo Kubo de Japón. Strong ha sido invitado a sesiones promocionales de USOC y NBC en Hollywood, CA y Nueva York, para los Juegos Olímpicos y Paralímpicos de 2014. El 21 de julio de 2013 fue reconocido en la 15ª conferencia internacional del Instituto de Ciencias Noéticas y recibió el Premio Temple por altruismo creativo.

## Patrocinadores
- Strong se une al equipo Nike 2017
- Strong se une al equipo de Bridgestone 2017
- Strong se une al Toyota Team 2017
- Strong nombrado en el equipo de embajadores paralímpicos estadounidenses de The Hartford el 20 de noviembre de 2013[52]
- Donek Snowboards le proporciona tablas de snowboard personalizadas.[53]
- Prosthetic and Orthotic Associates ofrece a Strong servicios protésicos.[54]
- Surthrival[55]
- Deportes de acción adaptativa[56]
- Fundación Atletas de Desafíos[57]
- La forma es función[58]
- Los socios de Chicago Sports & Entertainment representan a Strong.[59]